# Appium
Appium es una herramienta de automatización de código abierto para ejecutar scripts y probar aplicaciones nativas, aplicaciones web y aplicaciones híbridas sobre Android o iOS utilizando un webdriver.

## Historia
Appium fue originalmente desarrollado por Dan Cuellar el 2 de agosto de 2012 bajo el nombre "iOSAuto", escrito en el lenguaje de programación C#. El programa se convirtió en código abierto en agosto de 2012 utilizando la licencia Apache 2 En enero de 2013, Sauce Labs financió el desarrollo de Appium y motivó a que fuera reescrito utilizando Node.js.
Appium ganó el 2014 el premio Bossie de InfoWorld a la mejor herramienta de escritorio y software móvil de código abierto. Appium también fue seleccionado como Código abierto Rookie del Año por Black Duck Software.
En octubre de 2016, Appium se unió a JS Fundación. Inicialmente como programa de mentor,  se graduó en agosto de 2017.